# Edmontosaurus
Edmontosaurus („ještěr z Edmontonu“) byl rod velkého kachnozobého dinosaura, představujícího jednoho z nejmladších známých neptačích dinosaurů.

## Význam
Tento rod patří k nejrozšířenějším a nejúspěšnějším dinosaurům na konci křídového období. Byly objeveny stovky exemplářů, některé v neobyčejně dobré kvalitě (tzv. dinosauří mumie). Díky tomu patří edmontosauři mezi nejlépe prozkoumané ornitopodní dinosaury vůbec.

## Rozšíření
Fosilie tohoto hadrosaurida jsou známé z Kanady (souvrství Horseshoe Canyon, St. Mary River a souvrství Scollard na území provincie Alberta) a USA (souvrství Hell Creek a souvrství Lance na území Jižní Dakoty, Severní Dakoty a Wyomingu, a coloradské geologické souvrství Laramie). Fosilie tohoto rodu však byly objeveny také na Aljašce (souvrství Prince Creek).

## Výskyt
Rod Edmontosaurus je znám ze svrchnokřídových vrstev geologických stupňů kampán a maastricht (před 73 až 66 miliony let). Je tedy zhruba stejně starý, jako např. populární Tyrannosaurus nebo Triceratops. Časové rozpětí existence tohoto rodu však bylo o několik milionů let delší. Edmontosauři se vyskytovali na celém území západu severoamerického kontinentu, od Aljašky na severu až po Wyoming, Colorado a Nové Mexiko na jihu (zejména souvrství Hell Creek a Ojo Alamo). Jsou známá také početná ložiska jejich koster, poukazující na jejich stádní způsob života. Výjimečně jsou objevovány i fosilie mláďat edmontosaurů, které jsou však například v souvrství Hell Creek velmi vzácné. Původně byl tento dinosaurus známý jako Trachodon, dnes už se však jedná o neplatné jméno. Na území východního Wyomingu bylo v lokalitě Hanson Ranch (souvrství Lance) objeveno obří "lůžko kostí" (hromadný objev skeletů) s více než 13 000 fosilními fragmenty. Ve většině případů se jednalo o zástupce druhu E. annectens. Výzkum na lokalitě probíhal přes 20 let.
V sedimentech souvrství Hell Creek byly objeveny také fosilie velmi malých jedinců, pravděpodobně mláďat, setrvávajících dosud v hnízdě. Podobné objevy jsou přitom v daném souvrství velmi vzácné a představují tak vůbec první fosilie edmontosaurů v tomto věkovém stadiu. Objevené fosilní pozůstatky představují části čelistí a lebky, objevené na území východní Montany.
Podle novějších studií se zdá být pravděpodobné, že tito hadrosauridi obývali také území současné Aljašky (jejich fosilie byly objeveny v sedimentech souvrství Prince Creek). To výrazně zvětšuje areál jejich rozšíření v posledních milionech let křídy.

## Popis
Plně dospělý jedinec edmontosaura měřil na délku přibližně 12 metrů (rekordní pak přes 15 m) a vážil asi 3,5 až 7,6 tuny, takže patřil k největším hadrosauridům vůbec. Běžně velké exempláře druhu E. regalis dosahovaly délky 9 metrů a hmotnosti 3700 kg, druhu E. annectens pak délky 9 metrů a hmotnosti kolem 3200 kg. Subadultní jedinci byli podstatně menší, hmotnost mladého nedospělého exempláře BHI 126950 činila pouze kolem 813 kilogramů. Nejmenší dosud objevený jedinec edmontosaura měl podobu izolované stehenní kosti o délce 28 centimetrů, což odpovídá 24 % velikosti femuru u dospělých jedinců.
Některé izolované nálezy z Montany ukazují, že v dospělosti mohli někteří jedinci dosáhnout ohromných rozměrů, kterými se blížili čínskému rodu Shantungosaurus a dokonce i sauropodním dinosaurům střední velikosti. Délka největších exemplářů mohla dosahovat až 15 metrů a jejich hmotnost zhruba 14 tun.
Objevy poškozených obratlů a dalších zranění odpovídají společenskému životu těchto dinosaurů – mohou být dokladem podupání od dalších jedinců, žijících ve stejné skupině.
Výzkum stavby spodní čelisti edmontosaurů ukázal, že na rozdíl od dravých tyranosaurů neměli patrně citlivý senzorický systém na konci svých čelistí.

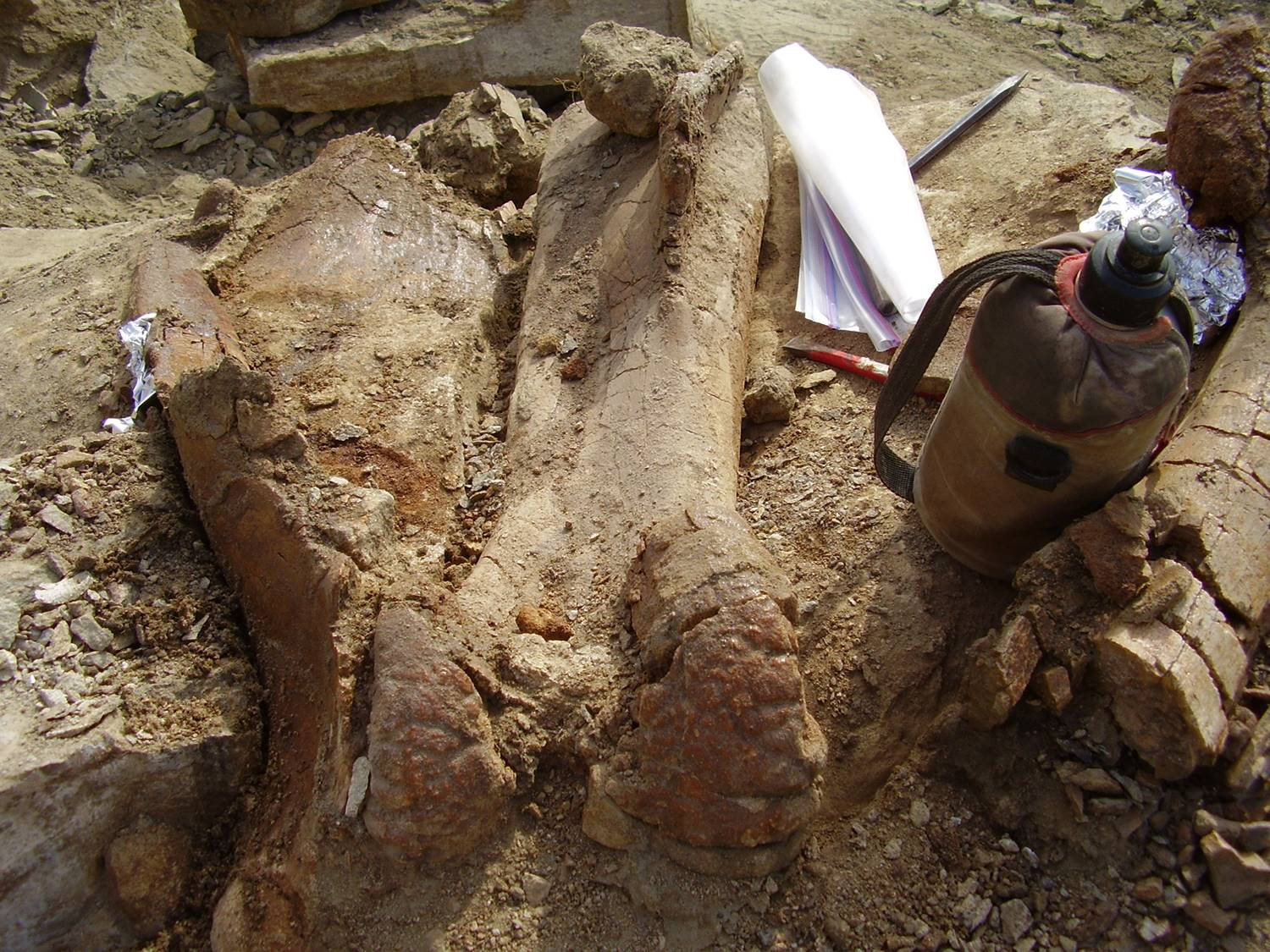
Fosilní kosti velkého kachnozobého dinosaura edmontosaura, objevené ve východní Montaně (souvrství Hell Creek)

## Druhy
Edmontosaurus v současné době zahrnuje 3 druhy: E. regalis, popsán Lawrencem Morrisem Lambem v roce 1917; E. annectens, popsán Othnielem C. Marshem původně v roce 1892 jako Claosaurus annectens, nicméně později překlasifikován k rodu Edmontosaurus; a E. saskatchewanensis, jež byl původně Charlesem Mortramem Sternbergem také popsán jako jiný rod – Thespesius (druh T. saskatchewanensis) v roce 1926. Taxony jako Trachodon, Anatosaurus nebo Cionodon mohou být ve skutečnosti zástupci rohoto rodu.

## Klasifikace
Edmontosaurus je jedním z nejmladších zástupců čeledi Hadrosauridae. K nejbližším příbuzným tohoto rodu patří Shantungosaurus, se kterým je řazen do tribu Edmontosaurini (v rámci podčeledi Hadrosaurinae). V současnosti do této skupiny řadíme ještě několik dalších rodů. Jedná se o klad vývojově vyspělých hadrosauridů z pozdní svrchní křídy severní polokoule. Domnělý nový rod edmontosaurinního hadrosaurida z Aljašky, popsaného roku 2015 pod jménem Ugrunaaluk kuukpikensis, je ve skutečnosti nejspíš jen severskou formou edmontosaura.

## Dinosauří mumie
V prosinci roku 2007 byl oznámen objev a odkrytí po "Leonardovi" další skvělé "dinosauří mumie", přezdívané podle místa objevu v Severní Dakotě "Dakota". Jednalo se nejspíš o zástupce rodu Edmontosaurus o délce kolem 12 metrů a hmotnosti asi 3,5 tuny, žijícího zhruba před 66 miliony let. Dinosaura objevil tehdy sedmnáctiletý student Tyler Lyson, který se později stal profesionálním paleontologem. Jde o jednu z nejzachovalejších dinosauřích fosílií vůbec. V roce 2009 byla publikována studie, která popisuje objev otisků kůže a s ní spojených organických molekul u tohoto neobvykle zachovalého jedince. Koncem roku 2018 byla publikována vědecká studie, popisující pravděpodobnou podobu čelistní svaloviny edmontosaura a některých dalších hadrosauridů. Výzkum publikovaný v roce 2019 odhalil přítomnost kostních buněk osteocytů a měkkých tkání ve fosiliích edmontosaura z Jižní Dakoty.
V říjnu roku 2019 byl oznámen objev skvěle zachované "trojrozměrné" fosilní kůže edmontosaura nebo některého blízce příbuzného rodu ze 72 milionů let starých sedimentů souvrství Wapiti na území kanadské provincie Alberty. K dochování jemné textury a některých prvků původní anatomie kůže přispělo zejména železo, rozpuštěné v horninách. Podobné objevy byly učiněny také na lokalitě "Standing Rock Hadrosaur Site" v Jižní Dakotě. Také na tomto hromadném nalezišti v rámci souvrství Hell Creek byly identifikovány fosilní "měkké tkáně" ve zkamenělinách edmontosaurů.
Zajímavým objevem je fosilní otisk, zachovávající podobu textury kůže velkého hadrosauridního dinosaura (patrně právě druhu Edmontosaurus annectens), formálně popsaná v roce 2022. Unikátní otisk ze souvrství Frenchman pochází pravděpodobně z pánevní oblasti dospělého, středně velkého jedince edmontosaura.

## V populární kultuře
Edmontosaurus je pomyslným hlavním hrdinou trikového dokumentu Putování dinosaurů z roku 2011. Zde je vyobrazen jako stádní živočich, jehož stádo podniká dlouhou migrační cestu na jih.
Edmontosaurus se objevil například také v dokumentu Planet Dinosaur a na konci jedné epizody seriálu Dinosaur Planet.